# هارولد كامبل
هارولد كامبل (6 أبريل 1888 في المملكة المتحدة - 9 يونيو 1969 في المملكة المتحدة) (بالإنجليزية: Harold Campbell)‏ هو لاعب كريكت بريطاني (وحمل سابقاً جنسية المملكة المتحدة لبريطانيا العظمى وأيرلندا).